# اسماعیل دیالو
اسماعیل دیالو (انگلیسی: Ismaël Diallo؛ زادهٔ ۲۹ ژانویهٔ ۱۹۹۷) بازیکن فوتبال اهل ساحل عاج است.
از باشگاه‌هایی که در آن بازی کرده است می‌توان به باشگاه فوتبال باستیا اشاره کرد.
وی همچنین در تیم‌های ملی فوتبال زیر ۲۳ سال ساحل عاج و ساحل عاج بازی کرده است.